# Hayes Lane
Die Hayes Lane ist ein Fußballstadion im London Borough Bromley, England, Vereinigtes Königreich. Es ist die Heimspielstätte des FC Bromley. Das Stadion wird auch von der Frauenfußballmannschaft von Crystal Palace und vom Cray Wanderers genutzt.

## Geschichte
Der FC Bromley zog 1938 von seinem vorherigen Stadion an derselben Straße in die Hayes Lane um. Ursprünglich verfügte das Stadion über eine Tribüne mit 2500 Plätzen auf einer Seite des Spielfelds, während der Rest des Spielfelds von einer Bank umgeben war. Das Stadion wurde am 3. September 1938 von Stanley Rous mit einem 6:1-Sieg gegen Walthamstow Avenue eröffnet. 1960 wurde eine Flutlichtanlage installiert, die am 27. September bei einem Spiel zwischen Japan und einer Elf der Isthmian League offiziell eingeschaltet wurde.
1992 brach ein Feuer aus, die Haupttribüne wurde zerstört. Ersetzt wurde sie ein Jahr später mit einer kleineren Tribüne mit einer Kapazität von 320.
2019 wurde der Glyn Beverly Stand eröffnet, benannt nach einem früheren Vereinspräsidenten. Die Kapazität der Tribüne beträgt 1450 Plätze.

## Bauwerk
Das Stadion besteht aus vier Tribünen, eine davon ist für die Auswärtsfans vorgesehen.
Die Kapazität beträgt 5000 Plätze, davon sind 1300 Sitzplätze und 2500 überdacht. Der Rasen wurde 2017 zu Kunstrasen geändert. Neben dem Haupteingang befindet sich ein kleiner Fanshop des FC Bromley.

## CONIFA-Weltfußballmeisterschaft 2018
Die Hayes Lane war einer der Austragungsorte der CONIFA-Weltfußballmeisterschaft 2018, fünf Spiele fanden dort statt.